# Statua del Granduca Ferdinando III di Toscana
Il statua del granduca Ferdinando III di Toscana è una statua di Arezzo in stile neoclassico posta su un basamento in marmo, eretta nel 1822. 

## Storia e descrizione
La statua fu scolpita dal fiorentino Stefano Ricci e inaugurata il 10 novembre 1822. Nel 1932 fu spostata dalla sua posizione originale in piazza Grande all'attuale posizione all'incrocio di fronte a piazza di Murello. 
Quand'era in vita, il granduca aveva guadagnato l'affetto dagli abitanti di Arezzo per il progetto, diretto dal ministro Vittorio Fossombroni, di recuperare le terre paludose della Valdichiana incanalando l'acqua delle paludi verso il fiume Arno. 
Nel monumento, il granduca è rappresentato in un'anacronistica toga romana e incoronato con foglie di quercia, simbolo di virtù, forza, perseveranza e lealtà. Tiene in mano lo scettro, emblema del potere, mentre ai suoi piedi giace un leone addomesticato. Sul lato della base di fronte a porta San Lorentino si trova un bassorilievo attribuito allo scultore aretino Ranieri Bartolini che raffigura, attraverso un'allegoria, l'unione tra la Valdichiana e l'Arno.  
Nel periodo 2002-2005 è stata sottoposta a restauro per pulirla dai fumi delle auto e dai licheni, nonché per rimediare ad atti vandalici. Nel 2008 e ancora nel 2011, la mano sinistra del duca è stata danneggiata dai vandali. 